# Actuar (partido político)
Actuar (en portugués: Agir) es un partido político de Brasil.

## Historia

### Partido de la Juventud (1985-1989)
Fue creado tras el fin de la dictadura militar de Brasil en 1985 con el nombre de Partido de la Juventud (PJ), con orientación liberal de centroderecha. En ese tiempo, el presidente del partido era Daniel Tourinho (ex-partidario del Partido Democrático Laborista).

### Partido de la Reconstrucción Nacional (1989-2000)
Tras el ingreso de facciones de principales partidos políticos, como el conservador liberal Partido Democrático Social (PDS) y los centristas Partido del Movimiento Democrático Brasileño (PMDB) y Partido de la Social Democracia Brasileña (PSDB), el PJ cambia de nombre a Partido de la Reconstrucción Nacional (PRN), conservando el puesto de presidente nacional del partido Daniel Tourinho. 
Pese a ser un pequeño partido, el PRN postuló a Fernando Collor (gobernador de Alagoas en aquel momento) para presidente en las primeras elecciones directas tras la vuelta de la democracia en 1989 junto con Itamar Franco (entonces Senador Federal por Minas Gerais) como candidato a vicepresidente.
Collor de Mello ganaría las elecciones, asumiendo como presidente en 1990, obteniendo gran apoyo en sus primeros días de mandato con más del 70% de aprobación. Sin embargo, surgieron acusaciones de corrupción que le hicieron dimitir en 1992, dejando a Itamar Franco como presidente. Después de 1994 el partido se convirtió en una formación minoritaria, sin apenas representación en el país.

### Partido Laborista Cristiano (2000-2022)
En el 2000, en un intento de mejorar su imagen, el partido cambia su nombre a Partido Laborista Cristiano (PTC), que posteriormente obtendría su actual nombre en marzo de 2022. El partido no consiguió representación en la Cámara de Diputados hasta las elecciones legislativas del 2006 cuando obtiene tres diputados. En 2010 baja a un único diputado por Minas Gerais y en 2014 sumó un escaño más por Bahía.

### Partido Actuar (2022-Actualidad)
Por decisiones del Comité Nacional del PTC, se cambia de nombre el partido a Actuar (AGIR en portugués). 
En las elecciones presidenciales de Brasil de 2022, el partido decidió apoyar al sindicalista Lula da Silva para lograr obtener su 3° presidencia (ganando en primera y segunda vuelta hacia el oficialismo bolsonarismo). Así, definieron al partido como uno de gran centro.
Actualmente, su presidente nacional es Daniel Tourinho y cuenta con 194.226 afiliados.

## Resultados electorales

### Elecciones presidenciales
|  | 30,5 % |

|  | 53,0 % |

|  | 0,6 % |

|  | 17,9 % |

|  | 46,9 % |

|  | 56,1 % |

|  | 33,6 % |

|  | 48,4 % |

|  | 0,80 % |

|  | 48,4 % |

|  | 50,9 % |

### Elecciones parlamentarias
|  | 8,3 % |

|  | 0,4 % |

|  | 0,1 % |

|  | 0,9 % |

|  | 0,6 % |

|  | 0,4 % |

|  | 0,6 % |